# Zorion kaikouraiensis
Zorion kaikouraiensis là một loài bọ cánh cứng trong họ Cerambycidae.